# 龙泉寺 (海淀区)
40°06′08″N 116°05′05″E / 40.10222°N 116.08472°E
龙泉寺位于北京市海淀区凤凰岭东麓，是一座汉传佛教寺院。

## 历史

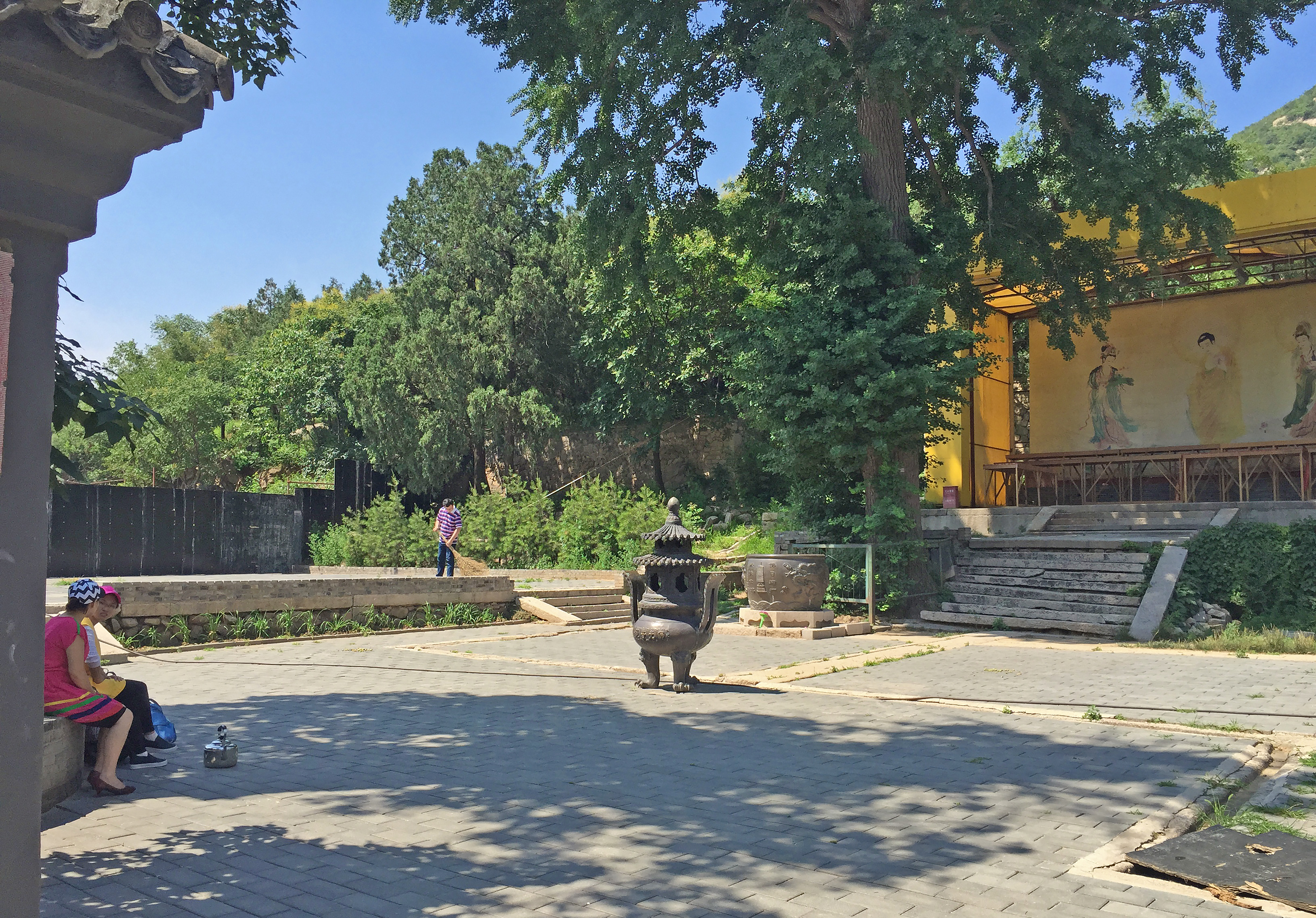
龙泉寺西院内的老龙泉寺基座

龙泉寺位于北京凤凰岭自然风景公园内。始建于辽朝应历初年。当时凤凰岭地处辽南京析津府昌平县。据说当时释继升因对佛法感悟超群而被师兄嫉妒，被排挤出白马寺，以手上唯一的财产《金刚经》为指引，向北行进，来到凤凰岭创建了龙泉寺。
元朝至顺三年（1332年），元大都妙善寺的比丘尼舍蓝蓝八哈石（“八哈石”意思是师尊）圆寂。舍蓝蓝来自高昌，8岁随亲到大都，入侍中宫真懿顺圣皇后（后成为太后）。长大后奉圣谕出家为尼，一直作为亲信陪在太后身边。40多岁时请辞，退居宫外妙善寺，该寺是舍蓝蓝以历年宫中御赐财物建成。舍蓝蓝退居妙善寺后，“又于西山重修龙泉寺，建层阁于莲池。”这个龙泉寺可能是凤凰岭龙泉寺。
明朝嘉靖四十三年（1564年），崇信道教的嘉靖帝朱厚熜整修祖陵，常率百官视察。明皇陵地处昌平天寿山。当时昌平州知州曹光祖（陕西人）想写一部昌平州志，请昌平州人崔学履合作编纂。但曹光祖被免职。崔学履便独自编纂。崔学履曾为凤凰岭龙泉寺写下一首诗《龙泉喷玉》：“龙泉喷寒玉，汩汩无停时。道人对澄澈，游子杨清冷。”
清朝顺治十六年（1659年），顾亭林由山东入京师，在《昌平山水记》中记录了“昌平州西南五十里龙泉寺”。清朝光绪十年（1884年），直隶总督李鸿章聘莲池书院主讲黄彭年主纂《畿辅通志》，其中以《昌平山水记》为基础，描绘了龙泉寺的地理位置及水流情况。光绪二十一年，麻兆庆修《昌平外志》记载：“南沙河源发西山鼇鱼沟，东流经龙泉寺前。《明史·地理志》昌平有南榆河，即古湿馀水，其源有三，曰月儿湾，曰周家港，曰黑龙潭，以今水势论之，以月儿湾为正派，鼇鱼沟涓滴小，水并不出山，至龙泉寺潜伏，山河具在，履勘俱辨。”
寺址过去坐西朝东，昌平州府在寺东。据龙泉寺外的魏老爷庙中碑文记载，清朝嘉庆年间，昌平州府重修龙泉寺，以金龙桥为中轴线，将寺院改建为坐南朝北的三进院，建有哼哈殿、天王殿、魏老爷殿及茶棚。旧的坐西朝东的寺院建筑基址残留至今。
清朝光绪十六年（1889年），释印光来到龙泉寺担任行堂（寺院净碗扫地、铺筷添饭的杂役）。日后留书黄底黑字“南无阿弥陀佛”影壁于龙泉寺东院。
中华民国时期，庙会兴盛。1938年，广东的香客募捐在金龙桥南的东院建万缘茶棚，施茶施粥，1939年立《万缘茶棚碑》，该碑现已无存。抗日战争时期渐趋沉寂。到中华人民共和国初期，仅有房屋几十间。至文革时期改为民居或他用。

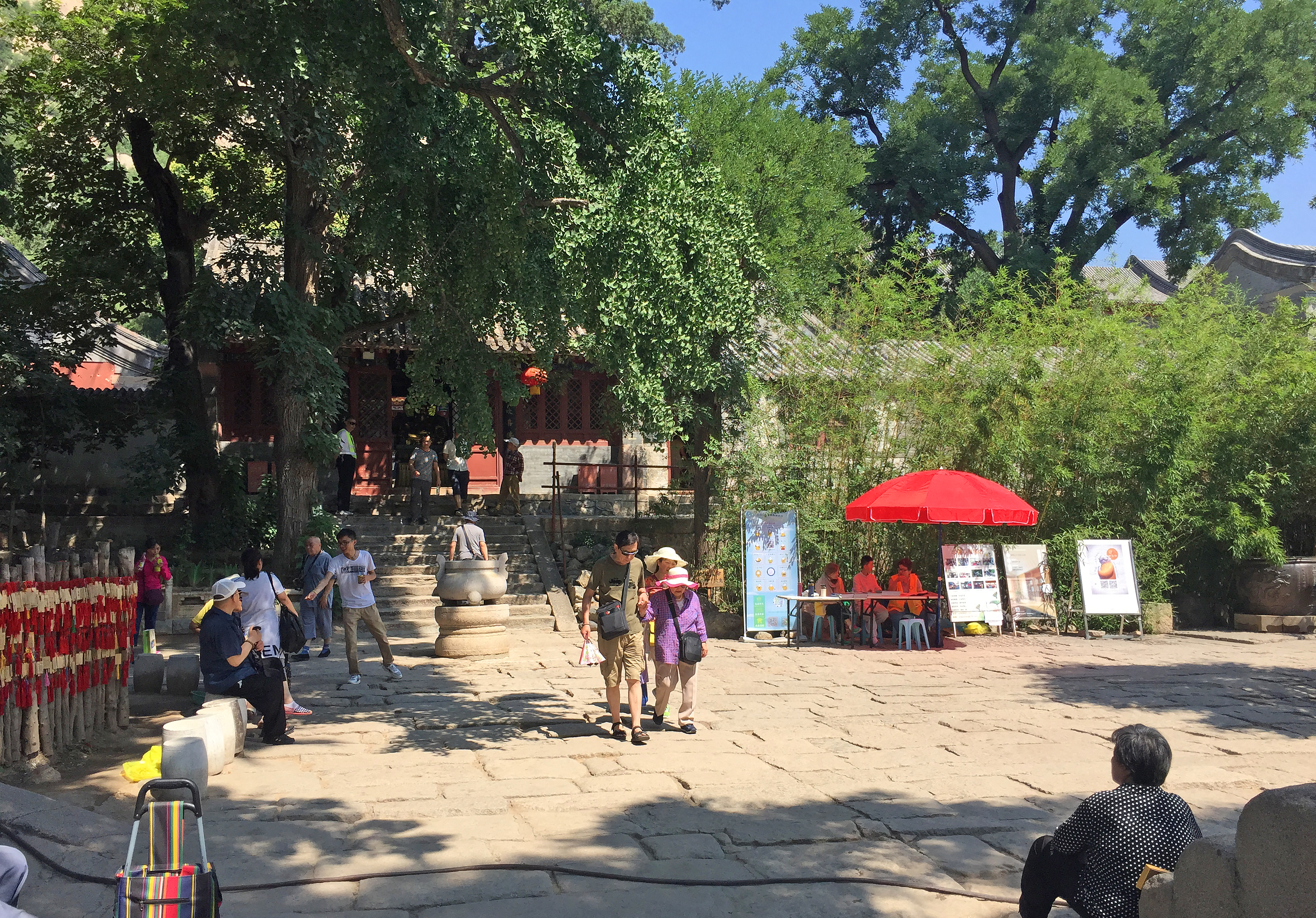
龙泉寺天王殿前

1995年，随着凤凰岭自然风景区开放，当地政府及以蔡群居士为首的诸善信开始逐渐恢复寺院原貌。2004年释学诚率众弟子一行8人入住龙泉寺。2005年4月11日，经北京市宗教事务局批准，龙泉寺正式开放为宗教活动场所，释学诚任住持，释学诚也成为中华人民共和国时期该寺第一任住持。龙泉寺是海淀区自中华人民共和国成立以来第一所新开放的三宝具足的佛教寺院，开放时也是海淀区唯一作为宗教活动场所开放的佛教寺院。
龙泉寺开放后，定位为可让大众学修佛法的道场。在释学诚安排下，龙泉寺从开放之初即举办各种法会，自2005年举办第一场法会“浴佛法会”起，来参加的信众日益增多，僧团也在2010年代初发展到近百人。
龙泉寺恢复开放后，饮水成为一大难题。2005年法会结束之日，某法师在清理龙泉寺水槽时，萌生了让龙泉之水再生的愿望，随即召集居士，修渠引水。但随着龙泉寺僧俗团体壮大，人多水少，用水仍难。2006年夏，释学诚率弟子上山挖水库，于2007年将水库建成。
龙泉寺恢复为宗教活动场所后，开展了一系列创新。在建教上，淡化宗派，强化组织，建成汉传佛教修学体系。在育僧上，培养“志、道、德、才、学”兼备的僧才，建成清净和合的僧团。在弘法上，注重利用现代化传媒手段及适合现代人生活的方式弘法。龙泉寺形成僧团内部按执事制度运作，弘法事业按组织架构运作的模式。释学诚被誉为“最具有互联网思维”的法师，在龙泉寺科技团队的辅助下，每天更新微博、博客，用汉语、英语、法语等十多种语言在互联网上弘法。龙泉寺建立网站，开通微博、微信等公众平台，寺内管理也用网络化管理，连龙泉寺门禁系统也使用指纹识别系统。释学诚和弟子创作的动漫书《烦恼都是自找的》获中国国际动漫金猴奖。龙泉寺吸引了大批不同学历、不同阅历的信众，有不少清华大学、北京大学等名校学生来龙泉寺皈依剃度。龙泉寺也被网友戏称为“北大清华分校”、“最强科研寺”。2015年4月20日，49岁的释学诚当选中国佛教协会会长。

## 建筑
龙泉寺如今自西到东分为三个院子。
- 西院：内有辽朝创建的龙泉寺残留的青石基座。

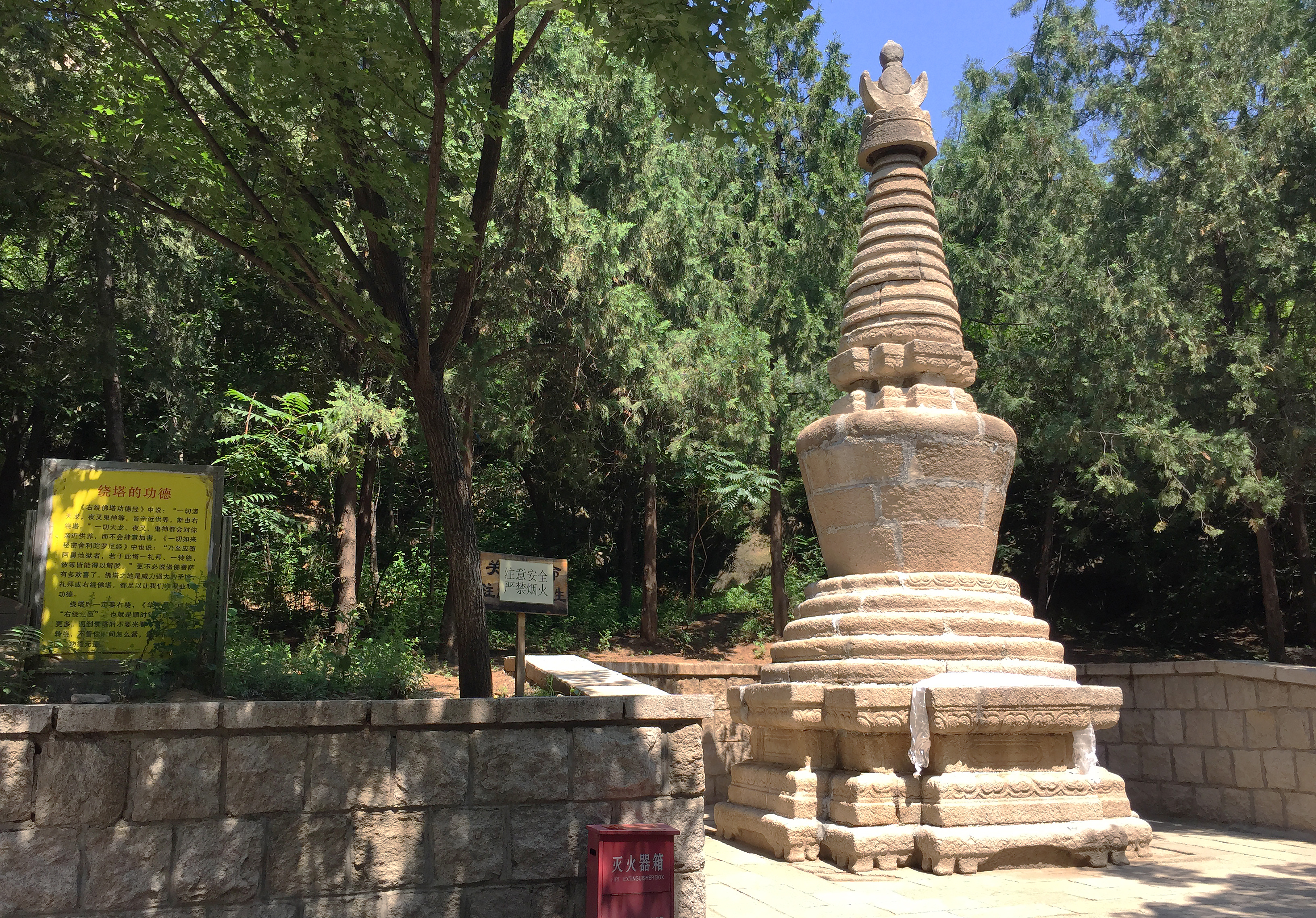
继升塔

- 中院：院内金龙桥，为单孔石桥，据说是辽朝龙泉寺住持释继升募化修建。各个大殿是按照清代古建筑式样修复而成，分别供奉地藏王菩萨、观世音菩萨等。
- 东院：位于崖边。内有见行堂、五观堂等仿古楼房。[2]

龙泉寺山门前有两株翠柏，到21世纪初树龄已有600多岁。寺内还有两株银杏树、两株古柏，到21世纪初树龄都已有千年。
龙泉寺东百米有继升和尚塔。傳說释继升圆寂之日，祥云万里、百鸟啼鸣，众僧诵经49日，该塔发出的檀香味持续三年。